# Upsher Green
Upsher Green ist ein Weiler in der Gemeinde Great Waldingfield, im District Babergh in der Grafschaft Suffolk, England. Es hat ein denkmalgeschütztes Gebäude: Gable Cottage and Lark Cottage.